# Acontia polychroma
Acontia polychroma là một loài bướm đêm trong họ Noctuidae.